# Mark Selby
Mark Selby (Leicester, 19 juni 1983) is een Engels professioneel snooker- en poolspeler. Hij is viervoudig wereldkampioen snooker. In 2006 werd Selby wereldkampioen Black Ball (Britse versie van 8-Ball). Hiermee is hij de enige man die zowel in het pool als het snooker wereldkampioen werd. Zijn eerste grote titel in het snooker veroverde hij bij de Masters van 2008. Een maand later sleepte hij ook zijn eerste rankingtitel in de wacht door de Welsh Open te winnen.

## Biografie
Selby, bijgenaamd "the Jester from Leicester", werd prof in 1999, hij was toen zestien en daarmee de jongste professionele speler van het circuit.
Tijdens het wereldkampioenschap in 2007, bereikte hij de finale, maar verloor uiteindelijk met 18-13 van John Higgins. Tot dit toernooi dateerde zijn beste rankingprestatie uit 2003, waar hij tijdens het Regal Scottish toernooi verliezend finalist was. Hij verloor toen de finale met 9-7 van David Gray.
Selby won zijn eerste grote titel bij de Masters 2008. Selby won de finale van Stephen Lee met 10-3, in de voorgaande ronden had hij Hendry, Maguire en Doherty allen met 6-5 verslagen.
Een maand later won hij zijn eerste rankingtitel, in de finale van de Welsh Open kwam hij van een 5-8 achterstand terug om Ronnie O'Sullivan met 9-8 te verslaan.
Aan het begin van het seizoen 2006/2007 stond Selby voor het eerst in de top 32 van de wereldranglijst. Door zijn prestaties tijdens de wereldkampioenschappen steeg hij naar een elfde positie bij aanvang van het seizoen 2007/2008. Hiermee maakte hij voor het eerst deel uit van de top zestien van de wereld. Dat seizoen won Selby ook voor het eerst in zijn carrière een ranking-toernooi, het Welsh Open in februari 2008. Na finaleplaatsen in de German Masters en China Open van 2011, won hij in september datzelfde jaar de Shanghai Masters. Hiermee behaalde hij niet alleen zijn tweede ranking-titel, maar werd hij ook voor het eerst nummer één op de wereldranglijst.

### Wereldkampioenschap
Shelby plaatste zich voor het eerst voor het wereldkampioenschap in 2005. Ook in 2006 wist hij zich te plaatsen voor het WK, maar werd hij in de tweede ronde uitgeschakeld door Mark Williams. Ook voor zijn deelname aan het wereldkampioenschap in 2007 moest hij zich plaatsen door middel van een kwalificatietoernooi. Tijdens het wereldkampioenschap wist hij te winnen van onder andere de voormalige wereldkampioenen Peter Ebdon en Shaun Murphy. Selby won op dertigjarige leeftijd het World Snooker Championship 2014. Hij behaalde zijn tweede WK-titel op 2 mei 2016, zijn derde WK-titel op 1 mei 2017 en zijn vierde WK-titel op 3 mei 2021. Op het wereldkampioenschap van 2023 verloor Selby de finale van Luca Brecel met 18-15. Wel was hij op dat toernooi de eerste ooit om in een WK-finale een maximumbreak te maken.

## Belangrijkste resultaten

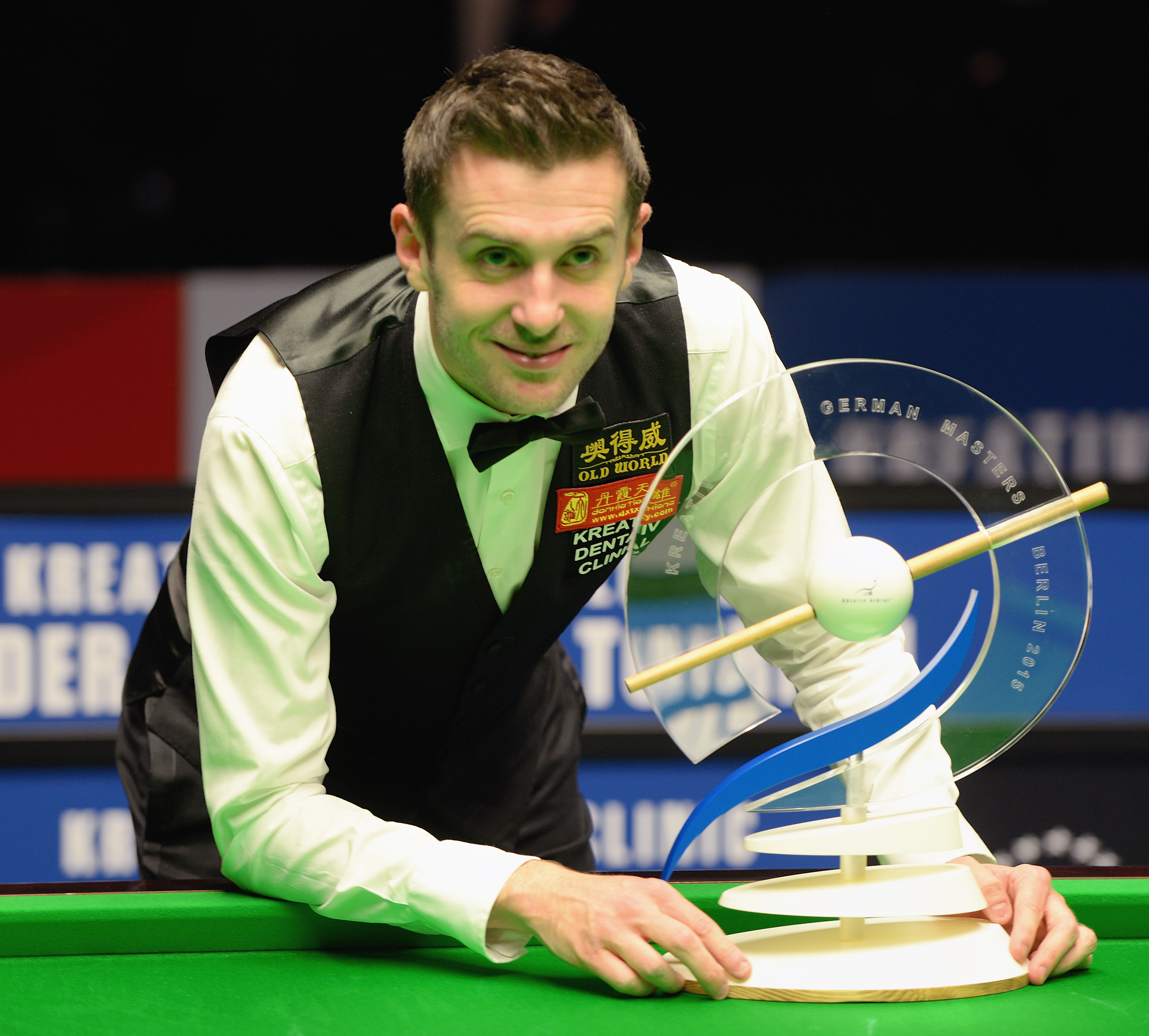
Mark Selby, German Masters 2015

### Rankingtitels
| #   | Seizoen     | Toernooi                   | Verliezend finalist | Verliezend finalist | Score |
| --- | ----------- | -------------------------- | ------------------- | ------------------- | ----- |
| 1.  | 2007 / 2008 | Welsh Open                 | Ronnie O'Sullivan   | ENG                 | 9-8   |
| 2.  | 2011 / 2012 | Shanghai Masters           | Mark Williams       | WAL                 | 10-9  |
| 3.  | 2012 / 2013 | UK Championship            | Shaun Murphy        | ENG                 | 10-6  |
| 4.  | 2013 / 2014 | Wereldkampioenschap        | Ronnie O'Sullivan   | ENG                 | 18-14 |
| 5.  | 2014 / 2015 | China Open                 | Gary Wilson         | ENG                 | 10-2  |
| 6.  | 2014 / 2015 | German Masters             | Shaun Murphy        | ENG                 | 9-7   |
| 7.  | 2015 / 2016 | Wereldkampioenschap        | Ding Junhui         | CHN                 | 18-14 |
| 8.  | 2016 / 2017 | Paul Hunter Classic        | Tom Ford            | ENG                 | 4-2   |
| 9.  | 2016 / 2017 | International Championship | Ding Junhui         | CHN                 | 10-1  |
| 10. | 2016 / 2017 | UK Championship            | Ronnie O'Sullivan   | ENG                 | 10-7  |
| 11. | 2016 / 2017 | China Open                 | Mark Williams       | ENG                 | 10-8  |
| 12. | 2016 / 2017 | Wereldkampioenschap        | John Higgins        | SCO                 | 18-15 |
| 13. | 2017 / 2018 | International Championship | Mark Allen          | NIR                 | 10-7  |
| 14. | 2017 / 2018 | China Open                 | Barry Hawkins       | ENG                 | 11-3  |
| 15. | 2018 / 2019 | China Championship         | John Higgins        | SCO                 | 10-9  |
| 16. | 2019 / 2020 | English Open               | David Gilbert       | ENG                 | 9-1   |
| 17. | 2019 / 2020 | Scottish Open              | Jack Lisowski       | ENG                 | 9-6   |
| 18. | 2020 / 2021 | European Masters           | Martin Gould        | ENG                 | 9-8   |
| 19. | 2020 / 2021 | Scottish Open              | Ronnie O'Sullivan   | ENG                 | 9-3   |
| 20. | 2020 / 2021 | Wereldkampioenschap        | Shaun Murphy        | ENG                 | 18-15 |
| 21. | 2022 / 2023 | English Open               | Luca Brecel         | BEL                 | 9-6   |
| 22. | 2022 / 2023 | WST Classic                | Pang Junxu          | CHN                 | 6-2   |
| 23. | 2024 / 2025 | British Open               | John Higgins        | SCO                 | 10-5  |
| 24. | 2024 / 2025 | Welsh Open                 | Stephen Maguire     | ENG                 | 9-6   |

### Minor-rankingtitels
| #  | Seizoen     | Toernooi                         | Verliezend finalist | Verliezend finalist | Score |
| -- | ----------- | -------------------------------- | ------------------- | ------------------- | ----- |
| 1. | 2010 / 2011 | Players Tour Championship - PTC2 | Barry Pinches       | ENG                 | 4-3   |
| 2. | 2011 / 2012 | Players Tour Championship - PTC4 | Mark Davis          | ENG                 | 4-0   |
| 3. | 2012 / 2013 | Players Tour Championship - ET1  | Joe Swail           | NIR                 | 4-1   |
| 4. | 2012 / 2013 | Players Tour Championship - ET6  | Graeme Dott         | SCO                 | 4-3   |
| 5. | 2013 / 2014 | Players Tour Championship - ET7  | Ronnie O'Sullivan   | ENG                 | 4-3   |
| 6. | 2014 / 2015 | Players Tour Championship - ET1  | Mark Allen          | NIR                 | 4-3   |
| 7. | 2015 / 2016 | Players Tour Championship - ET6  | Martin Gould        | ENG                 | 4-1   |

### Niet-rankingtitels
| #  | Seizoen     | Toernooi                   | Verliezend finalist | Verliezend finalist | Score |
| -- | ----------- | -------------------------- | ------------------- | ------------------- | ----- |
| 1. | 2007 / 2008 | Masters                    | Stephen Lee         | ENG                 | 10-3  |
| 2. | 2009 / 2010 | Masters                    | Ronnie O'Sullivan   | ENG                 | 10-9  |
| 3. | 2010 / 2011 | Six-red World Championship | Stuart Bingham      | ENG                 | 8-6   |
| 4. | 2011 / 2012 | Wuxi Classic               | Ali Carter          | ENG                 | 9-7   |
| 5. | 2012 / 2013 | Masters                    | Neil Robertson      | AUS                 | 10-6  |
| 6. | 2017 / 2018 | Haining Open               | Tom Ford            | ENG                 | 5-1   |
| 7. | 2018 / 2019 | Haining Open               | Li Hang             | CHN                 | 5-4   |
| 8. | 2023 / 2024 | Championship League        | Joe O'Connor        | ENG                 | 3-1   |
| 9. | 2024 / 2025 | Championship League        | Kyren Wilson        | ENG                 | 3-0   |

### Wereldkampioenschap
Hoofdtoernooi (laatste 32 of beter):
| #   | Seizoen     | Editie  | Prestatie      | Extra                                   |
| --- | ----------- | ------- | -------------- | --------------------------------------- |
| 1.  | 2004 / 2005 | WK 2005 | Laatste 32     | Verloor met 10-5 van John Higgins       |
| 2.  | 2005 / 2006 | WK 2006 | Laatste 16     | Verloor met 13-8 van Mark Williams      |
| 3.  | 2006 / 2007 | WK 2007 | Finale         | Verloor met 18-13 van John Higgins      |
| 4.  | 2007 / 2008 | WK 2008 | Laatste 32     | Verloor met 10-8 van Mark King          |
| 5.  | 2008 / 2009 | WK 2009 | Kwartfinale    | Verloor met 13-12 van John Higgins      |
| 6.  | 2009 / 2010 | WK 2010 | Halvefinale    | Verloor met 17-14 van Graeme Dott       |
| 7.  | 2010 / 2011 | WK 2011 | Kwartfinale    | Verloor met 13-10 van Ding Junhui       |
| 8.  | 2011 / 2012 | WK 2012 | Laatste 32     | Verloor met 10-3 van Barry Hawkins      |
| 9.  | 2012 / 2013 | WK 2013 | Laatste 16     | Verloor met 13-10 van Barry Hawkins     |
| 10. | 2013 / 2014 | WK 2014 | Wereldkampioen | Won met 18-14 van Ronnie O'Sullivan     |
| 11. | 2014 / 2015 | WK 2015 | Laatste 16     | Verloor met 13-9 van Anthony McGill     |
| 12. | 2015 / 2016 | WK 2016 | Wereldkampioen | Won met 18-14 van Ding Junhui           |
| 13. | 2016 / 2017 | WK 2017 | Wereldkampioen | Won met 18-15 van John Higgins          |
| 14. | 2017 / 2018 | WK 2018 | Laatste 32     | Verloor met 10-4 van Joe Perry          |
| 15. | 2018 / 2019 | WK 2019 | Laatste 16     | Verloor met 13-10 van Gary Wilson       |
| 16. | 2019 / 2020 | WK 2020 | Halvefinale    | Verloor met 17-16 van Ronnie O'Sullivan |
| 17. | 2020 / 2021 | WK 2021 | Wereldkampioen | Won met 18-15 van Shaun Murphy          |
| 18. | 2021 / 2022 | WK 2022 | Laatste 16     | Verloor met 13-10 van Yan Bingtao       |
| 19. | 2022 / 2023 | WK 2023 | Finale         | Verloor met 18-15 van Luca Brecel       |
| 20. | 2023 / 2024 | WK 2024 | Laatste 32     | Verloor met 10-6 van Joe O'Connor       |
| 21. | 2024 / 2025 | WK 2025 | Laatste 32     | Verloor met 10-8 van Ben Woollaston     |